# Decma nigrovertex
Decma nigrovertex är en insektsart som beskrevs av Liu, Xiangwei 2004. Decma nigrovertex ingår i släktet Decma och familjen vårtbitare. Inga underarter finns listade i Catalogue of Life.